# Kundus (Provinz)
Kundus (auch Qunduz; Dari (persisch) und paschtunischکندوز Kunduz, DMG Kundūz) ist eine Provinz im Nordosten von Afghanistan. Die Fläche beträgt 8.081 Quadratkilometer und die Einwohnerzahl 1.184.020 (Stand: 2022).
Hauptstadt der Provinz ist die gleichnamige Stadt Kundus mit 321.280 Einwohnern.

## Infrastruktur
Die Infrastruktur der Region ist durch die Herrschaft der Taliban und den anschließenden Krieg in Afghanistan stark beeinträchtigt worden. Straßenbau und Trinkwasserversorgung gehören zu den dringlichsten Aufgaben. Die Stadt Kundus wird mit Elektrizität aus Tadschikistan beliefert. In weiten Teilen der Provinz hingegen fehlt die jegliche Stromversorgung.
Die Provinz Kundus verfügt über einen Flughafen.

## Geschichte
Die Bevölkerung der Provinz gelangte hauptsächlich im späten 19. Jahrhundert unter dem paschtunischen Khan und Gouverneur Kundus’ Schir Khan Naschir, der die Spinzar Cotton Company gründete, was das profitabelste Unternehmen Afghanistans wurde und schließlich eigene Krankenhäuser, Kinos und Hotels im ganzen Land eröffnete. Spinzar machte Kundus bis zur sowjetischen Invasion zur reichsten Provinz Afghanistans. Nach Unterbrechung hat sie gegenwärtig ihren (stark reduzierten) Betrieb wieder aufgenommen. Um Kundus werden heute Baumwolle, Reis, Mais, Weizen und Melonen angebaut. Darüber hinaus soll in der Provinz auch Schlafmohn angebaut werden, aus dem Opium gewonnen wird.
Um nach dem Afghanistan-Einsatz der NATO aufgrund der Terroranschläge am 11. September 2001 zur Stabilisierung des Landes und Sicherung des Wiederaufbaus beizutragen, hatte die Bundeswehr ein eigenes Feldlager in Kundus vom 25. Oktober 2003 bis zum 19. Oktober 2013.
Am 8. Oktober 2010 kam bei einem Sprengstoffanschlag auf eine Moschee in der Stadt Talukan in der Nachbarprovinz Tachar der Gouverneur der Provinz, Mohammad Omar, ums Leben. Sein Nachfolger wurde Mohammad Jegdalek. Derzeit ist Mohammad Omar Safi Gouverneur der Provinz Kundus.
Mitte Juli 2012 übergab die Bundeswehr die Sicherheitsverantwortung für den Großteil der Provinz Kundus an die Afghanische Nationalarmee. Ausgespart wurde lediglich der Distrikt Chanabad. Die Übergabezeremonie fand am 11. Juli im Beisein des Kommandeurs der Internationalen Sicherheitsunterstützungstruppe (ISAF) in Nordafghanistan, Bundeswehr-General Erich Pfeffer, und des afghanischen Innenministers Bismillah Khan Mohammadi in einem afghanischen Armeecamp am Rande der Stadt Kundus statt.

## Verwaltungsgliederung
Die Provinz Kundus ist in folgende Distrikte gegliedert:
- Aliabad
- Archi
- Chanabad
- Tschar Darah
- Imam Sahib
- Kundus
- Qala-i-zal

Nach der Schlacht um Kundus ordnete Präsident Aschraf Ghani am 26. November 2015 die Bildung von drei neuen Distrikten an. Die betreffenden Gebiete standen zu diesem Zeitpunkt vollständig unter Kontrolle der Taliban.
- Aqtasch (bisher Teil des Distrikts Chanabad)
- Gor Tepa (bisher in der nordwestlichen Peripherie des Distrikts Kundus)
- Gulbad (bisher Teil des Distrikts Imam Sahib)